# Ancistrus cirrhosus
Ancistrus cirrhosus es una especie de peces de la familia Loricariidae en el orden de los Siluriformes.

## Morfología
Los machos pueden llegar alcanzar los 8,9 cm de longitud total.

## Hábitat
Es un pez de agua dulce.

## Distribución geográfica
Se encuentran en Sudamérica, en Argentina y Paraguay, en la cuenca del río Paraná.